# Anne Bradstreet

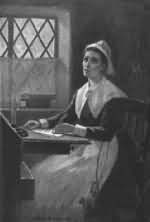
Anne Bradstreet

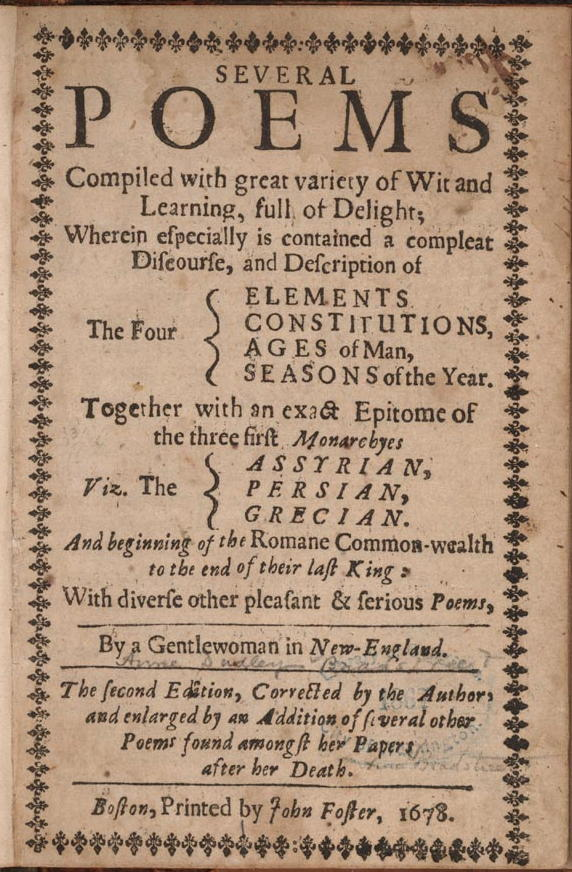
Primera edición de los poemas de Bradstreet (1678).

Anne Bradstreet (20 de marzo de 1612-16 de septiembre de 1672) fue la primera escritora y poeta estadounidense en publicar un libro.
Bradstreet nació con el nombre de Anne Dudley en Northampton, Inglaterra. Era hija de Thomas Dudley y Dorothy (Yorke) Dudley. Su padre era la mano derecha del Conde de Lincoln, y creció en un ambiente cultural. A los dieciséis años contrajo matrimonio con Simon Bradstreet. Ambos, el padre de Anne y su marido, fueron posteriormente gobernadores de la Compañía de la Bahía de Massachusetts. Anne y Simon, junto a los padres de esta, emigraron a América a bordo del "Arbella" durante la "Gran Migración" de 1630. El descendiente de Anne es el poeta, físico y ensayista estadounidense Oliver Wendell Holmes.
Bradstreet fue inusualmente una mujer muy bien educada para su tiempo. Esto le permitió expresarse a través de la poesía. Escribió sobre política, historia, medicina y teología. Su biblioteca personal se estima que habría alcanzado los 800 libros, mucho de los cuales fueron destruidos cuando su casa se incendió el 10 de julio de 1666. Este evento en sí mismo inspiró un poema titulado "Here Follows Some Verses upon the Burning of Our House July 10th, 1666" (Aquí Siguen Algunos Versos sobre el Incendio de Nuestra Casa, 10 de julio de 1666") donde Bradstreet intenta reconciliar su fe en un Dios todopoderoso frente a la tragedia que le atañe.
La mayor parte de la poesía de Bradstreet está basada en la observación del mundo a su alrededor, centrándose fundamentalmente en temas domésticos y religiosos. Por mucho tiempo considerada primordialmente de interés histórico, ganó aceptación crítica en el siglo XX como escritora de verso largo, sobre todo por su secuencia de poemas religiosos. Contemplaciones, escrito para su familia, no fue publicado hasta mediados del siglo XIX. El trabajo de Bradstreet fue influenciado por el poeta Guillaume du Bartas, quien era aclamado por los lectores del siglo XVII.
En 1647, su cuñado, el Reverendo John Woodbridge, zarpó a Inglaterra, llevando consigo su manuscrito de poesía (posiblemente sin su consentimiento). El primer trabajo de Anne fue publicado en Londres como '"The Tenth Muse Lately Sprung Up in America" (La Décima Musa Nacida Tardíamente en América). La propuesta de la publicación parece un intento de los Puritanos devotos (ej: Thomas Dudley, Simon Bradstreet, John Woodbridge) en mostrar que una divina y educada mujer podía elevar la posición sostenida como madre y esposa, sin la necesidad de competir con los hombres.
Mucho de los poemas de la primera edición son largos y bastante imitativos, basados en las convenciones poéticas de la época; más las dos últimas piezas, "Of the Vanity of All Worldly Creatures" y "David's Lamentation for Saul and Jonathan", son más individuales y genuinas en la recopilación de sus propios sentimientos y preocupaciones.
Sus últimos poemas, dirigidos a su familia, demuestran un crecimiento espiritual al tiempo que terminó por aceptar la voluntad puritana. También compuso una serie de poemas de índole más personal y considerable belleza: sus pensamientos antes de dar a luz y su respuesta a la muerte de algunos de sus nietos. Estos poemas más breves se benefician de su ausencia de imitación y didacticismo. Sus trabajos en prosa incluyen Meditations y una colección de aforismos.
En 1678, su versión revisada de "Several Poems Compiled with Great Variety of Wit and Learning" fue póstumamente publicada en Estados Unidos.

## The Author to Her Book
En este poema, Bradstreet se dirige irónicamente hacia su obra literaria asumiendo el papel de una madre que ha dado a luz a su pequeño sin la ayuda de ninguna fuerza masculina.
Adopta un tono humilde y a la vez un tanto sarcástico, haciendo entender al público lector que no ha descuidado sus quehaceres domésticos por atender a la publicación de una pieza de la que ella misma aclara no haber dado su consentimiento. Febril e inconsciente, arropa a su libro con un montón de retazos y le acuna, siempre portando ese retrato maternal.

## Muerte
Bradstreet murió en 1672, en Andover, Massachusetts. Mientras que la localización precisa de su tumba se desconoce, pudo haber sido supultada próximo a su marido en el Old Burying Point de Salem, Massachusetts, o en el Old Burying Ground on Academy Road en North Andover.